# Andrzej Szczytko

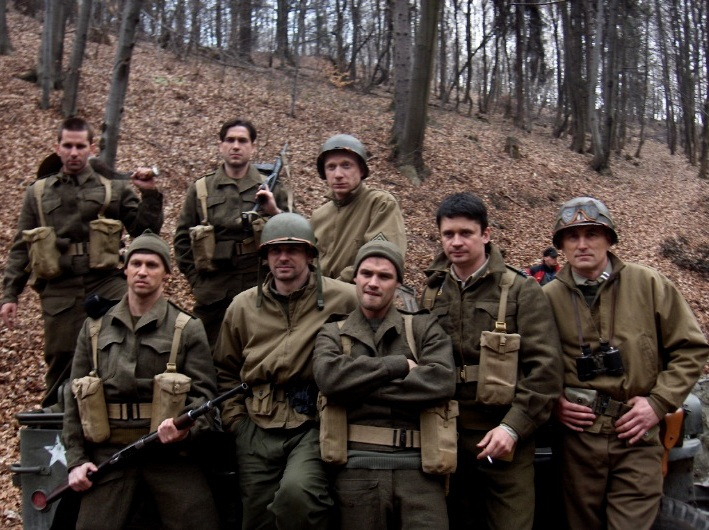
Zdjęcie z planu serialu Tajemnica twierdzy szyfrów (2006); od lewej – górny rząd: Marcin Bosak (Raider), Marcin Dorociński (Afgan), Arkadiusz Janiczek (sierżant); od lewej – dolny rząd: Robert Wrzosek (Nigel Wood), Paweł Deląg (komandor Howard Compaigne), Jan Wieczorkowski (Hamlet), Piotr Grabowski (major Andrzej Czerny), Andrzej Szczytko (kapitan Thomas Gregg)

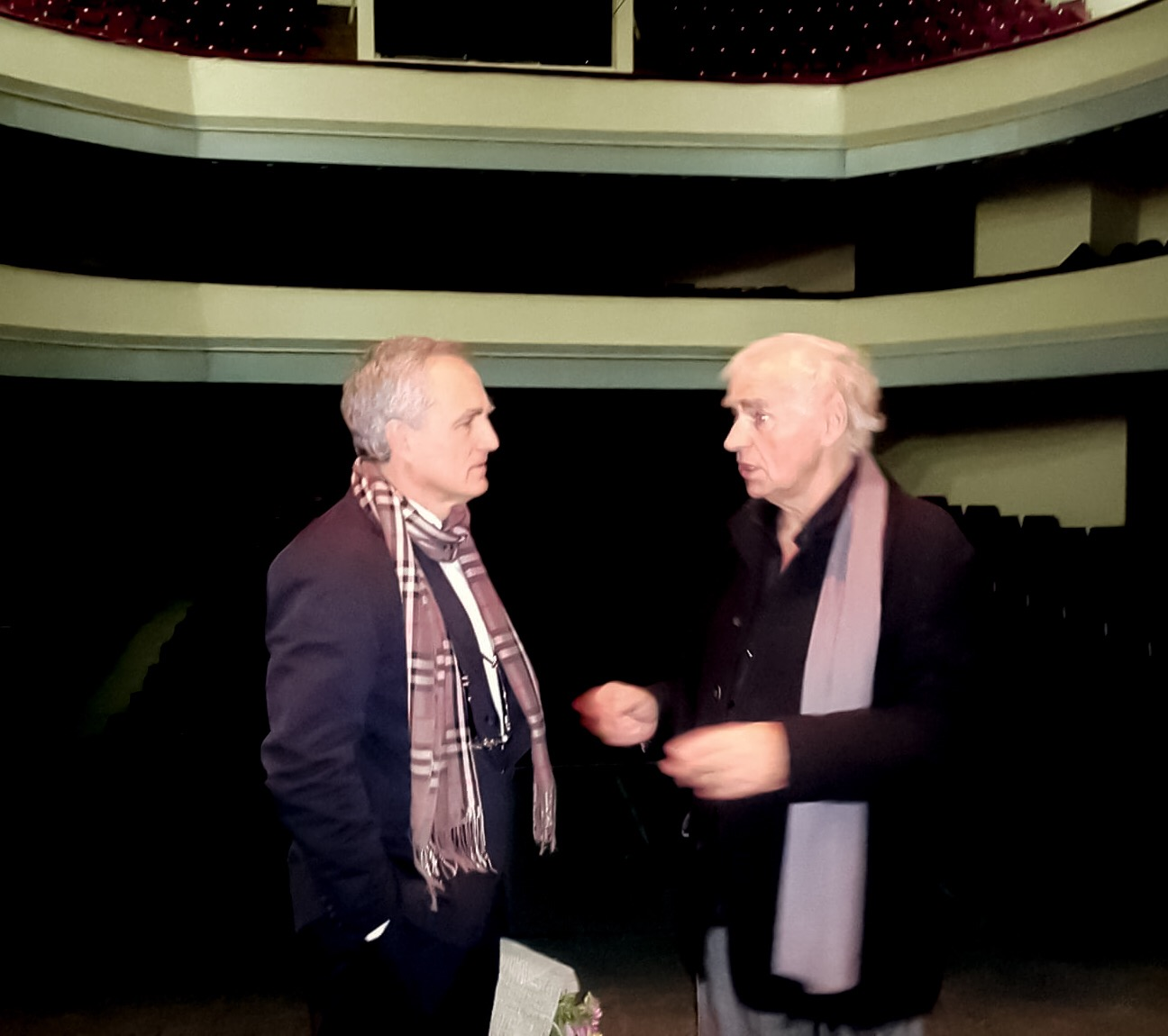
Andrzej Szczytko i Janusz Głowacki, Teatr Dramatyczny im. Tarasa Szewczenki w Charkowie (2014)

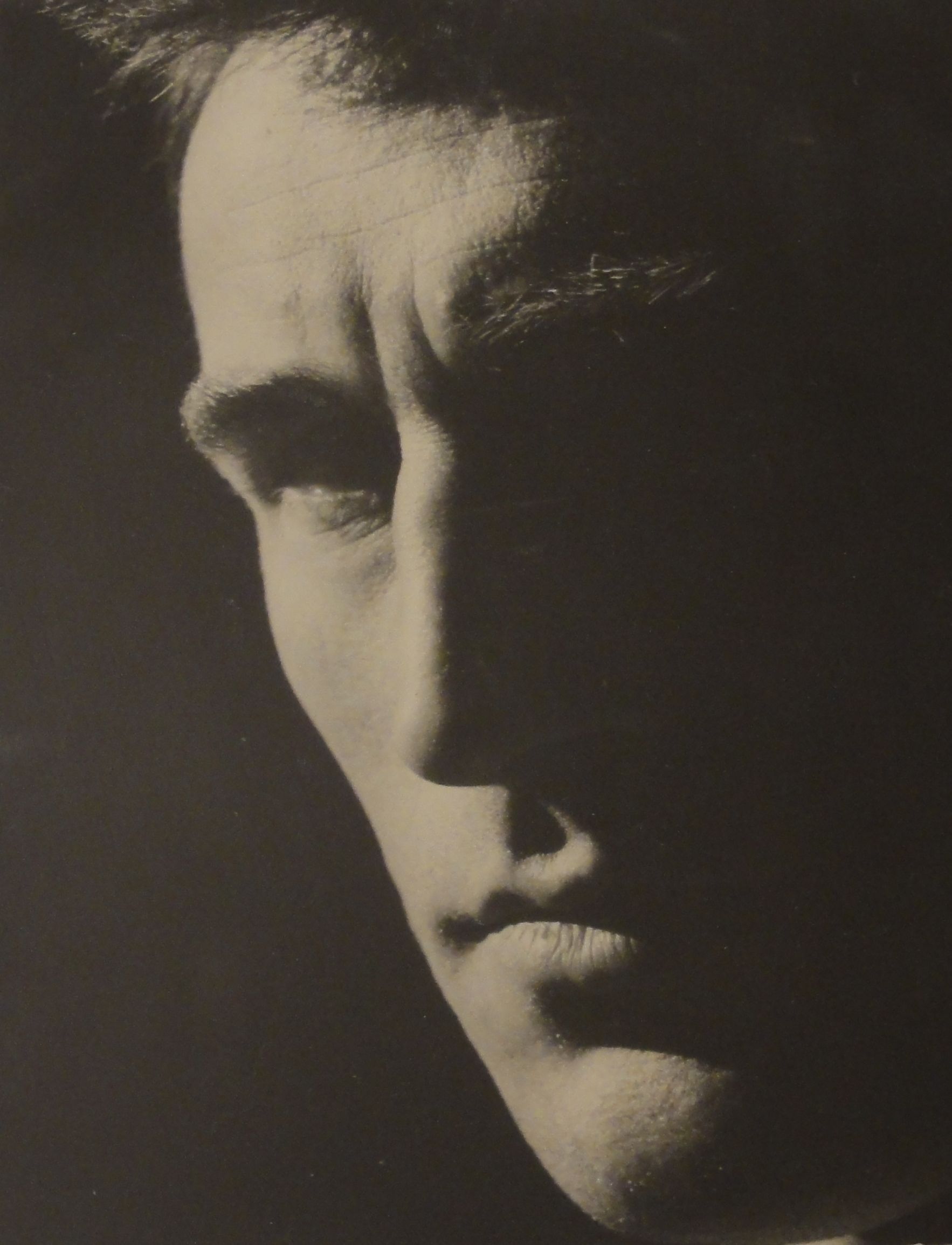
Andrzej Szczytko

Andrzej Wincenty Szczytko (ur. 9 października 1955 w Augustowie, zm. 11 czerwca 2021 w Poznaniu) – polski aktor teatralny i filmowy, reżyser teatralny, tłumacz; dyrektor Polskiego Instytutu Sztuki Teatralnej w Nowym Jorku (1991–1993), zastępca dyrektora (1998–2000) i p.o. dyrektora naczelnego (2000) Teatru Polskiego w Poznaniu, reżyser-gość Teatru Dramatycznego im. Tarasa Szewczenki w Charkowie (2012–2017).

## Życiorys
Ukończył I Liceum Ogólnokształcące im. Grzegorza Piramowicza w Augustowie (1974). Absolwent Wydziału Aktorskiego Państwowej Wyższej Szkoły Filmowej, Telewizyjnej i Teatralnej im. Leona Schillera w Łodzi (1978), gdzie studiował na roku m.in. z: Hanną Mikuć, Elżbietą Piwek, Bogusławą Pawelec, Jackiem Komanem, Piotrem Skibą i Jacentym Jędrusikiem. Kształcił się także w Goodman School of Drama na DePaul University (1980). Zadebiutował 18 listopada 1977 w Teatrze im. Cypriana Kamila Norwida w Jeleniej Górze rolą Lentullusa w spektaklu Androkles i lew G.B. Shawa w reżyserii Henryka Tomaszewskiego.
Był aktorem Teatru im. Cypriana Kamila Norwida w Jeleniej Górze (1977–1978), Teatru Dramatycznego im. Aleksandra Węgierki w Białymstoku (1978–1980), Teatru Współczesnego w Szczecinie (1980), Teatru Polskiego w Szczecinie (1981–1983); Teatru Polskiego w Poznaniu (1983–1991, 1995–2000); Lubuskiego Teatru im. Leona Kruczkowskiego w Zielonej Górze (1993–1995); Teatru Nowego im. Kazimierza Dejmka w Łodzi (2009–2012). Gościnnie występował na deskach Teatru Studio w Warszawie, Teatru im. Wandy Siemaszkowej w Rzeszowie, Sceny na Piętrze oraz Teatru Muzycznego w Poznaniu. Wystąpił w ponad stu rolach teatralnych w spektaklach takich reżyserów jak: Krystian Lupa, Henryk Tomaszewski, Alina Obidniak, Jerzy Zegalski, Wanda Laskowska, Lech Raczak, Krzysztof Babicki, Adam Orzechowski, Waldemar Modestowicz, Jacek Bunsch i Grzegorz Mrówczyński. Był asystentem Jerzego Kreczmara.
W latach 80. i 90. współpracował z Teatrem Polskiego Radia. W 1990 roku zadebiutował na deskach poznańskiego Teatru Polskiego reżyserią adaptacji Traktatu moralnego Czesława Miłosza. Przedstawienia w jego reżyserii były zapraszane na festiwale w Berlinie, Poczdamie, Warszawie − Teatr Imka, Poznaniu, Rzeszowie, Kijowie – Narodowy Teatr im. Iwana Franki, Sarajewie i Mińsku − RTBD. W latach 1991–1993 występował na off-off Broadwayu, a w ramach Polskiej Grupy Teatralnej w Nowym Jorku pełnił funkcję dyrektora Polskiego Instytutu Sztuki Teatralnej w Nowym Jorku, którego zadaniem było udokumentowanie historii teatru polskiego w Stanach Zjednoczonych. Pełnił także funkcję zastępcy dyrektora (1998–2000) i p.o. dyrektora naczelnego (2000) Teatru Polskiego w Poznaniu. W latach 1999–2007 był producentem, zaś w latach 2000–2004 był dyrektorem naczelnym agencji reklamowej.
W latach 2012–2017 był reżyserem-gościem Narodowego Teatru Dramatycznego im. Tarasa Szewczenki w Charkowie. Na deskach teatru wystawił Żegnaj, Judaszu Ireneusza Iredyńskiego (2013), Antygonę w Nowym Jorku Janusza Głowackiego (2014) oraz Kartotekę Tadeusza Różewicza (2017). Zajmował się przekładem polskiej i ukraińskiej dramaturgii publikowanej na łamach miesięcznika Dialog, gościnnie wykładał także w Instytucie Teatralnym charkowskiego Konserwatorium.
Na małym ekranie zadebiutował rolami Sierżanta i Człowieka wojny w Matce Courage i jej dzieciach Brechta (1983) w reżyserii Andrzeja Rozhina. Debiutem filmowym była rola Feliksa Kroguleckiego w Republice nadziei (1986) w reżyserii Zbigniewa Kuźmińskiego. Na dużym ekranie pojawiał się najczęściej w rolach drugoplanowych m.in. w: Koledze Pana Boga (1986) reż. Wojciech Brzozowicz, Powrocie do Polski (1988) reż. Paweł Pitera, Gdańsku 39 (1989) reż. Zbigniew Kuźmiński, Kanclerzu (1989) reż. Ryszard Ber, Poznań 56 (1996) reż. Filip Bajon, Ogniem i mieczem (1999) reż. Jerzy Hoffman oraz w Teczce (2007) reż. Jakub Kossakowski. Wystąpił też w wielu produkcjach telewizyjnych takich jak: Pogranicze w ogniu (1988–1991) jako porucznik Lenart, Duża przerwa (2000–2001) jako prof. Zbigniew Szawdzianiec, Tajemnica twierdzy szyfrów (2007) jako kpt. Thomas Gregg oraz w innych rolach gościnnych.
Zmarł 11 czerwca 2021 w Poznaniu, w wieku 65 lat. Pochowany na Cmentarzu Parafii Matki Bożej Pocieszenia w Poznaniu (kwatera: IV rząd: B miejsce: 50).

## Teatr
| Teatr |                                                |                             |                        |                                                         |                                                           |
| Rok   | Tytuł                                          | Autor                       | Reżyser                | Teatr                                                   | Role / Forma twórczości                                   |
| 1977  | Androkles i lew                                | George Bernard Shaw         | Henryk Tomaszewski     | Teatr im. Cypriana Kamila Norwida w Jeleniej Górze      | Letullus                                                  |
| 1978  | Ifigenia w Taurydzie                           | Goethe Johann Wolfgang      | Alina Obidniak         | Teatr im. Cypriana Kamila Norwida w Jeleniej Górze      | Orestes                                                   |
| 1978  | Nadobnisie i koczkodany, czyli Zielona pigułka | Stanisław Ignacy Witkiewicz | Krystian Lupa          | Teatr im. Cypriana Kamila Norwida w Jeleniej Górze      | Mandelbaum                                                |
| 1978  | Dziady część III                               | Adam Mickiewicz             | Grzegorz Mrówczyński   | Teatr im. Cypriana Kamila Norwida w Jeleniej Górze      | Tomasz, Lokaj                                             |
| 1978  | Księżyc świeci nieszczęśliwym                  | Eugene O’Neill              | Jerzy Hoffmann         | Teatr Dramatyczny im. Aleksandra Węgierki w Białymstoku | Harder                                                    |
| 1978  | Żegnaj, Judaszu                                | Ireneusz Iredyński          | Wojciech Pisarek       | Teatr Dramatyczny im. Aleksandra Węgierki w Białymstoku | Judasz                                                    |
| 1979  | Niewidzialna kochanka czyli hiszpańskie czary  | Pedro Calderon de la Barca  | Jerzy Zegalski         | Teatr Dramatyczny im. Aleksandra Węgierki w Białymstoku | Don Manuel                                                |
| 1979  | Profesja pani Warren                           | George Bernard Shaw         | Jerzy Zegalski         | Teatr Dramatyczny im. Aleksandra Węgierki w Białymstoku | Frank Gardner                                             |
| 1979  | Tyberiusz                                      | Wojciech Bąk                | Jerzy Zegalski         | Teatr Dramatyczny im. Aleksandra Węgierki w Białymstoku | Konsul II, Senator III                                    |
| 1980  | Wesele                                         | Stanisław Wyspiański        | Jerzy Zegalski         | Teatr Dramatyczny im. Aleksandra Węgierki w Białymstoku | Kuba                                                      |
| 1980  | Grupa Laokoona                                 | Tadeusz Różewicz            | Tadeusz Kozłowski      | Teatr Dramatyczny im. Aleksandra Węgierki w Białymstoku | Syn                                                       |
| 1981  | Łyżki i księżyc                                | Emil Zegadłowicz            | Ryszard Major          | Teatr Polski w Szczecinie                               | Złoczyńca                                                 |
| 1982  | Betleem polskie                                | Lucjan Rydel                | Henryk Giżycki         | Teatr Polski w Szczecinie                               | Jagiełło, Jasiek                                          |
| 1982  | Igraszki z diabłem                             | Jan Drda                    | Andrzej Rozhin         | Teatr Polski w Szczecinie                               | Karborund                                                 |
| 1982  | Alicja w Krainie Czarów                        | Lewis Carroll               | Andrzej Strzelecki     | Teatr Polski w Szczecinie                               | Król, Bil                                                 |
| 1982  | Matka Courage i jej dzieci                     | Bertolt Brecht              | Andrzej Rozhin         | Teatr Polski w Szczecinie                               | Żołnierz                                                  |
| 1982  | Miarka za miarkę                               | William Shakespeare         | Irena Wollen           | Teatr Polski w Szczecinie                               | Łokieć                                                    |
| 1983  | Ulisses                                        | James Joyce                 | Wanda Laskowska        | Teatr Polski w Szczecinie                               | Doktor, Grabarz, Żołnierz                                 |
| 1983  | Proces                                         | Franz Kafka                 | Lech Raczak            | Teatr Polski w Poznaniu                                 | Titorelli                                                 |
| 1983  | Mistrz Olof                                    | August Strindberg           | Jerzy Kreczmar         | Teatr Polski w Poznaniu                                 | Niemiec; asystent reżysera                                |
| 1984  | Henryk V                                       | William Shakespeare         | Jan Kulczyński         | Teatr Polski w Poznaniu                                 | Chór, Arcybiskup Canterbury, Komendant Harfleur, Herold   |
| 1985  | Mieszczanin szlachcicem                        | Molière                     | Leszek Czarnota        | Teatr Polski w Poznaniu                                 | role                                                      |
| 1985  | Zmierzch                                       | Izaak Babel                 | Jacek Pazdro           | Teatr Polski w Poznaniu                                 | Sieńka Tupacz                                             |
| 1986  | Nie-Boska komedia                              | Zygmunt Krasiński           | Grzegorz Mrówczyński   | Teatr Polski w Poznaniu                                 | Przechrzta                                                |
| 1986  | Żmija                                          | Fadil Hadzić                | Bogdan Jerković        | Teatr Polski w Poznaniu                                 | Pik, dziennikarz                                          |
| 1986  | Przygody Sindbada Żeglarza                     | Bolesław Leśmian            | Maria Straszewska      | Teatr Polski w Poznaniu                                 | Mirakles                                                  |
| 1987  | Normalne serce                                 | Larry Kramer                | Grzegorz Mrówczyński   | Teatr Polski w Poznaniu                                 | Bruce Niles                                               |
| 1987  | Dziady                                         | Adam Mickiewicz             | Grzegorz Mrówczyński   | Teatr Polski w Poznaniu                                 | Wysocki, Tomasz Zan, Kruk, Justyn Pol                     |
| 1988  | Ubu Król, czyli Polacy                         | Alfred Jarry                | Wiesław Górski         | Teatr Polski w Poznaniu                                 | Spiskowiec                                                |
| 1990  | W Kraju Kłamczuchów                            | Zofia Mrówczyńska           | Leszek Czarnota        | Teatr Polski w Poznaniu                                 | role                                                      |
| 1990  | Jan Maciej Karol Wścieklica                    | Stanisław Ignacy Witkiewicz | Jacek Bunsch           | Teatr Polski w Poznaniu                                 | Klawecyn Gorgozan Bykoblazjon                             |
| 1990  | Wyzwolenie                                     | Stanisław Wyspiański        | Grzegorz Mrówczyński   | Teatr Polski w Poznaniu                                 | Przodownik                                                |
| 1990  | Traktat moralny                                | Czesław Miłosz              | Andrzej Szczytko       | Teatr Polski w Poznaniu                                 | role; reżyseria, adaptacja                                |
| 1991  | Szewcy                                         | Stanisław Ignacy Witkiewicz | Jacek Bunsch           | Teatr Polski w Poznaniu                                 | Hiper-Robociarz                                           |
| 1992  | Zabawa                                         | Sławomir Mrożek             | Ireneusz Wykurz        | Polska Grupa Teatralna w Nowym Jorku                    | Parobek B                                                 |
| 1994  | Zabawa jak nigdy                               | William Saroyan             | Roman Kłosowski        | Lubuski Teatr w Zielonej Górze                          | Joe                                                       |
| 1995  | Ślub                                           | Witold Gombrowicz           | Krzysztof Rościszewski | Lubuski Teatr w Zielonej Górze                          | Dygnitarz-Zdrajca, Pijak 1                                |
| 1995  | Don Kichote                                    | Miguel de Cervantes         | Jacek Bunsch           | Teatr Polski w Poznaniu                                 | Biskajczyk, Galernik III, Książę                          |
| 1996  | Noc Walpurgii albo Kroki Komandora             | Wieniedikt Jerofiejew       | Waldemar Modestowicz   | Teatr Polski w Poznaniu                                 | Dr Igor Lwowicz Raninson                                  |
| 1997  | Świat na opak                                  | Wiesław Hołdys              | Wiesław Hołdys         | Teatr Polski w Poznaniu                                 | Oprawca                                                   |
| 1998  | Ballady i romanse                              | Adam Mickiewicz             | Adam Orzechowski       | Teatr Polski w Poznaniu                                 | role; asystent reżysera                                   |
| 1999  | Ślub                                           | Witold Gombrowicz           | Krzysztof Rościszewski | Teatr Polski w Poznaniu                                 | Zdrajca II, Pijak II                                      |
| 1999  | Wieczór Trzech Króli, albo co chcecie          | William Shakespeare         | Waldemar Matuszewski   | Teatr Polski w Poznaniu                                 | Orsino, książę Ilrii                                      |
| 1999  | Wieczór kawalerski                             | Robin Hawdon                | Paweł Pitera           | Teatr Polski w Poznaniu                                 | Tom                                                       |
| 2003  | Mistrz i Małgorzata                            | Michaił Bułhakow            | Andrzej Marczewski     | Teatr Nowy w Łodzi                                      | Berlioz, Parczewski, Moskiewska Krawcowa, Alojzy Mogarycz |
| 2007  | Okno na parlament                              | Ray Cooney                  | Paweł Pitera           | Teatr Muzyczny w Poznaniu                               | Richard Willey                                            |
| 2010  | Biedermann i podpalacze                        | Max Frisch                  | Krzysztof Babicki      | Teatr Nowy w Łodzi                                      | Gottlieb Biedermann                                       |
| 2011  | Przyjazne dusze                                | Pam Valentine               | Paweł Pitera           | Teatr Nowy w Łodzi                                      | Jack Cameron                                              |
| 2013  | Żegnaj, Judaszu                                | Ireneusz Iredyński          | Andrzej Szczytko       | Narodowy Teatr Dramatyczny w Charkowie                  | reżyseria                                                 |
| 2014  | Antygona w Nowym Jorku                         | Janusz Głowacki             | Andrzej Szczytko       | Narodowy Teatr Dramatyczny w Charkowie                  | reżyseria                                                 |
| 2016  | Labirynt                                       | Ołeksandr Witer             | Andrzej Szczytko       | Scena Nowa Centrum Kultury Zamek w Poznaniu             | reżyseria, przekład                                       |
| 2016  | Noc wilków                                     | Ołeksandr Witer             | Jacek Malinowski       | Białostocki Teatr Lalek                                 | przekład                                                  |
| 2017  | Kartoteka                                      | Tadeusz Różewicz            | Andrzej Szczytko       | Narodowy Teatr Dramatyczny w Charkowie                  | reżyseria, opracowanie muzyczne                           |
| 2017  | Antygona w Nowym Jorku                         | Janusz Głowacki             | Andrzej Szczytko       | Teatr Nowy w Łodzi                                      | reżyseria                                                 |

## Filmografia
| Role filmowe i telewizyjne |                            |                      |                                              |                             |
| Rok                        | Tytuł                      | Reżyser              | Rola                                         | Uwagi                       |
| 1983                       | Matka Courage i jej dzieci | Andrzej Rozhin       | Sierżant, Człowiek Wojny                     | Teatr Telewizji             |
| 1985                       | Republika Ostrowska        | Zbigniew Kuźmiński   | Feliks Krogulecki                            | serial                      |
| 1986                       | Republika nadziei          | Zbigniew Kuźmiński   | Feliks Krogulecki                            | film                        |
| 1986                       | Kryptonim „Turyści”        | Jerzy Obłamski       | SB-ek aresztujący Masnego                    | odc. 3                      |
| 1986                       | Kolega Pana Boga           | Wojciech Brzozowicz  | -                                            | film                        |
| 1988                       | Powrót do Polski           | Paweł Pitera         | Roman Wilkanowicz                            | film                        |
| 1988                       | Pogranicze w ogniu         | Andrzej Konic        | porucznik Lenart, podwładny Sarny            | odc. 6                      |
| 1989                       | Żelazną ręką               | Ryszard Ber          | prowadzący Samuela Zborowskiego na ścięcie   | film                        |
| 1989                       | Normalne serce             | Grzegorz Mrówczyński | Bruce Niles (Paul Popham)                    | Teatr Telewizji             |
| 1989                       | Kanclerz                   | Ryszard Ber          | Wacław Urowiecki, podkomendny Zamoyskiego    | odc. 3, 4, 5                |
| 1989                       | Gdańsk 39                  | Zbigniew Kuźmiński   | Stanisław Poszwa, inspektor celny w Kałdowie | serial                      |
| 1991                       | Pogranicze w ogniu         | Andrzej Konic        | porucznik Lenart, podwładny Sarny            | odc. 11, 13, 15, 20, 23, 24 |
| 1996                       | Poznań 56                  | Filip Bajon          | chirurg w Szpitalu im. Franciszka Raszei     | film                        |
| 1997                       | Ach, te okienka            | Paweł Pitera         | ojciec                                       | serial                      |
| 1999                       | Ogniem i mieczem           | Jerzy Hoffman        | ataman koszowy                               | film                        |
| 2000                       | Ogniem i mieczem           | Jerzy Hoffman        | ataman koszowy                               | serial                      |
| 2000−2001                  | Duża przerwa               | Mirosław Bork        | Zbigniew Szawdzianiec „Alchemik”             | serial                      |
| 2001–2003                  | Zrozumieć świat            | Ewa Juchniewicz      | Marek Leśny                                  | serial                      |
| 2001                       | 3 km do raju               | Rafał Jerzak         | dziennikarz                                  | film                        |
| 2001                       | Na dobre i na złe          | Teresa Kotlarczyk    | Szumski                                      | odc. 74                     |
| 2003                       | Psie serce                 | Michał Ozierow       | Jacek, mąż Baśki                             | odc. 21                     |
| 2003                       | Plebania                   | Jerzy Sztwiertnia    | mąż Konstancji                               | odc. 332                    |
| 2003                       | Chwała zwycięzcom          | Adek Drabiński       | porucznik Bohdan Hulewicz                    | Sensacje XX wieku           |
| 2003                       | M jak miłość               | Maciej Dejczer       | patolog                                      | odc. 181                    |
| 2003                       | Ludzie wśród ludzi         | Krzysztof Riege      | Aleksander                                   | serial                      |
| 2003                       | Kasia i Tomek              | Jerzy Bogajewicz     | pracownik kasyna                             | seria II, odc. 2, głos      |
| 2004                       | Czerwona Orkiestra         | Adek Drabiński       | pułkownik Abwehry                            | Sensacje XX wieku           |
| 2004                       | Na dobre i na złe          | Teresa Kotlarczyk    | doktor Biernacki                             | odc. 172                    |
| 2004                       | Tajemniczy zamek           | Adek Drabiński       | kmdr por. Howard Compaigne                   | Sensacje XX wieku           |
| 2004                       | Pojedynek w Venlo          | Adek Drabiński       | Gijsbertus Sas                               | Sensacje XX wieku           |
| 2005                       | Pensjonat pod Różą         | Maciej Wojtyszko     | Julian Gentowski                             | odc. 44 i 45                |
| 2005                       | Magda M.                   | Maciej Dejczer       | przedsiębiorca, klient Wiktora               | odc. 10                     |
| 2006                       | Kopciuszek                 | Jerzy Łukaszewicz    | Bielawski                                    | serial                      |
| 2006                       | Fala zbrodni               | Filip Zylber         | Zygmunt Rokicki, wiceminister finansów       | odc. 62, 63, 65, 68, 69     |
| 2007                       | Teczka                     | Jakub Kossakowski    | Włodzimierz Ostrowski, współcześnie          | film                        |
| 2007                       | Tajemnica twierdzy szyfrów | Adek Drabiński       | kapitan Thomas Gregg                         | serial                      |
| 2007                       | Regina                     | Teresa Kotlarczyk    | lekarz                                       | serial                      |
| 2009                       | Ojciec Mateusz             | Maciej Dejczer       | rektor uczelni                               | odc. 29                     |
| 2010                       | Samo życie                 | Teresa Kotlarczyk    | Stanisław Wiśniewski, prezes wydawnictwa     | serial                      |
| 2011                       | Ojciec Mateusz             | Maciej Dutkiewicz    | ojciec Jarka                                 | odc. 80                     |
| 2013                       | Pierwsza miłość            | Wojciech Beszłej     | mł. inspektor Bogusław Oleszkiewicz          | serial                      |
| 2013                       | M jak miłość               | Roland Rowiński      | lekarz                                       | odc. 1000                   |
| 2014                       | Prawo Agaty                | Maciej Migas         | sędzia wojskowy                              | odc. 68, 69                 |
| 2016                       | Na Wspólnej                | Urszula Urbaniak     | prokurator                                   | odc. 2213                   |
| 2019                       | Stulecie Winnych           | Piotr Trzaskalski    | prezydent Ignacy Mościcki                    | odc. 7                      |

## Odznaczenia i nagrody
- Odznaka honorowa „Zasłużony dla Kultury Polskiej” (2012).
- Srebrny Medal „Zasłużony Kulturze Gloria Artis” (2017)[34].
- 1987: Wyróżnienie za role Tomasza Zana, Piotra Wysockiego, Justyn Pola i Kruka w „Dziadach” na Festiwalu Teatrów Polski Północnej w Toruniu[5][18].
- 1988: Nagroda Krytyków miesięcznika społeczno-kulturalnego „Nurt”[1][2].
- 1995: Grand Prix za przedstawienie „Ewangelista – Bob Dylan Story” na Rzeszowskich Spotkaniach Teatralnych[5][18].
- 1996: Nagroda Krytyków Dziennika Poznańskiego[1][2].
- 2015: Nagroda Krytyki Ukraińskiej[1][2].
- 2016: Nagroda im. Stanisława Ignacego Witkiewicza − Nagroda Sekcji Krytyków Teatralnych PO ITI za popularyzację polskiego teatru na świecie, przyznana z okazji Międzynarodowego Dnia Teatru przez Polski Ośrodek Międzynarodowego Instytutu Teatralnego[35][36].
- 2019: Nagroda im. Łukasza Horowskiego za wielkopolski styl budowania partnerstwa Polski i Ukrainy przyznana podczas Festiwalu „Ukraińska Wiosna”[37].